# Euphrasia slovaca
Euphrasia slovaca — вид квіткових рослин родини глухокропивових (Lamiaceae).

## Поширення
Чехія, Словаччина, Польща, Румунія, Україна.